# 李伯潭
李伯潭（1963年12月—），男，中华人民共和国政治人物、企业家。

## 生平
1963年出生，1987年至1991年任职于中国银行，后成立北京昭德置业并担任董事长，民建中央常委。
2014年12月17日被选为贵州茅台集团独立董事，2020年12月18日辞去独立董事职位。
2021年，根据《德国之声》报道，李伯潭参与了对蚂蚁集团的投资。

## 家庭
妻子贾蔷，女儿李紫丹，岳父贾庆林。